# داني شاندلير
داني شاندلير (بالإنجليزية: Danny Chandler)‏ هو متسابق دراجات نارية أمريكي، ولد في 5 أكتوبر 1959 في ساكرامنتو في الولايات المتحدة، وتوفي في 4 مايو 2010.